# لیتل‌فیوز
لیتل‌فیوز (انگلیسی: Littelfuse) شرکت خوشه‌ای آمریکایی است، که در سال ۱۹۲۷ تأسیس شد.